# Philipp Emanuel von Fellenberg

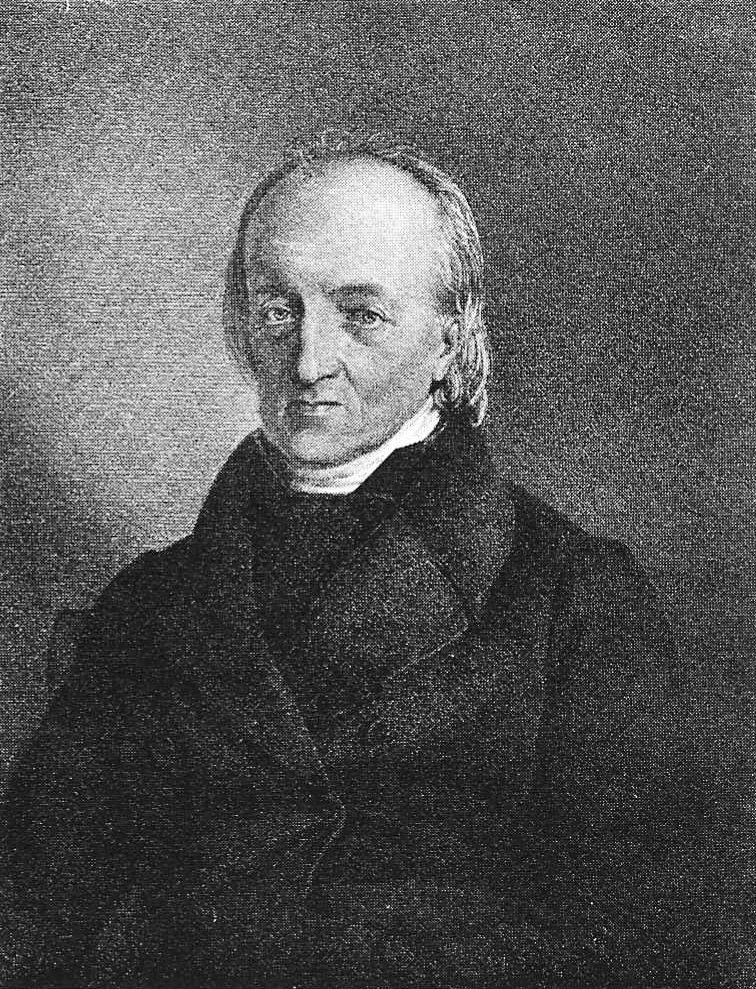
Philipp Emanuel von Fellenberg.

Philipp Emanuel von Fellenberg, född 27 juni 1771, död 21 november 1844, var en schweizisk pedagog.
Påverkad av sin mor att bli "de armas, övergivnas och förtrycktas vän" upprättade von Fellenberg från omkring 1800 i samband med sitt mönsterlantbruk på godset Hofwyl nära Bern ett flertal praktiska utbildningsanstalter, främst för fattig, försummad och vanartig ungdom. I likhet med Ferdinand Kindermann von Schulstein och Johann Heinrich Pestalozzi, av vilka han hade ett nära samarbete med Pestalozzi 1802, lät han moralbetonad undervisning i elementära folkskoleämnen gå jämsides med nyttighetsarbete. von Fellenbergs skolformer kom även i Sverige att kraftigt befordra uppkomsten av yrkesskolor och ett folkskoleväsen. Liksom Pestalozzi främjade von Fellenberg även realskolan och lät utbilda folkskollärare och utgav tidskrifter för främjande av folkförädling, själskultur, national- och privatekonomi.